# Philodendron guianense
Philodendron guianense là một loài thực vật có hoa trong họ Ráy (Araceae). Loài này được Croat & Grayum miêu tả khoa học đầu tiên năm 1994.